# Esperanza (Sonora)
Esperanza es una ciudad mexicana del municipio de Cajeme ubicada en sur del estado de Sonora, en la zona del valle del Yaqui. Según los datos del Censo de Población y de Vivienda realizado en 2020 por el Instituto Nacional de Estadística y Geografía (INEGI), Esperanza tiene un total de 39 164 habitantes, lo que la convierte en la segunda localidad más poblada del municipio, también en la undécima (11.ª) ciudad más poblada del estado, y la primera más habitada que no es cabecera municipal. Esperanza tiene el cargo político y social de comisaría, lo que le permite tener a un comisario designado.
Fue fundada en junio de 1906, dándosele su nombre actual en honor a la señora Esperanza Campoy, antigua residente, explicando que aquí nacía la "Esperanza" del Valle del Yaqui.

## Geografía
Esperanza se sitúa en las coordenadas geográficas 27°34′48″ de latitud norte y 109°55'47" de longitud oeste del meridiano de Greenwich, a una elevación de 38 metros sobre el nivel del mar.

## Gobierno
Esperanza es una de las 5 comisarías, que junto con la cabecera municipal (Ciudad Obregón), conforman políticamente el municipio de Cajeme. El gobierno municipal designa a un comisario para un periodo de 3 años. La comisaría, tiene a su cargo las delegaciones de Los Hornos, Buenavista, Pueblito (Kilómetro Nueve), El Porvenir, Cumuripa, El Realito y Zona de Granjas (Mica).